# Cophosaurus texanus
Genre
Espèce
Synonymes
- Holbrookia texana (Troschel, 1852)
- Holbrookia texana reticulata Peters, 1951
- Holbrookia texana scitula Peters, 1951

Statut de conservation UICN

 LC  : Préoccupation mineure
Cophosaurus texanus, unique représentant du genre Cophosaurus, est une espèce de sauriens de la famille des Phrynosomatidae.

## Répartition
Cette espèce se rencontre :
- aux États-Unis dans le sud-ouest de l'Arizona, dans l'ouest du Texas, dans l'Oklahoma et dans le sud du Nouveau-Mexique ;
- au Mexique dans le nord-est du Sonora, dans le nord du Chihuahua, dans le Nord-Est du Durango, dans le Coahuila, dans le Nuevo León, dans l'ouest du Tamaulipas, dans le Nord du Zacatecas et dans le Nord du San Luis Potosí.

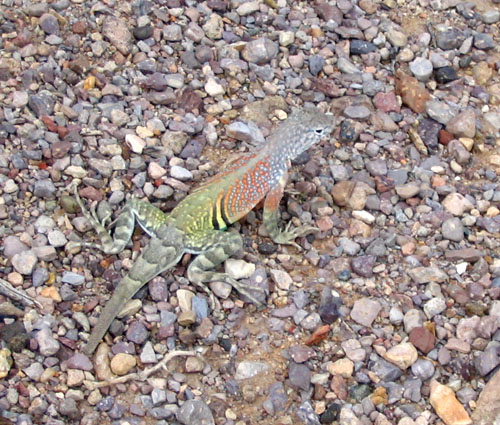

## Liste des sous-espèces
Selon The Reptile Database (18 février 2013) :
- Cophosaurus texanus reticulatus (Peters, 1951)
- Cophosaurus texanus scitulus (Peters, 1951)
- Cophosaurus texanus texanus Troschel, 1852

## Publications originales
- Troschel, 1852 "1850" : Cophosaurus texanus, neue Eidechsengattung aus Texas. Archiv für Naturgeschichte, vol. 16, no 1, p. 388-394 (texte intégral).
- Peters, 1951 : Studies on the lizard Holbrookia texana (Troschel) with descriptions of two new subspecies. Occasional Papers of the Museum of Zoology, University of Michigan, no 537, p. 1-20 (texte intégral).